# فرخ أوروبي

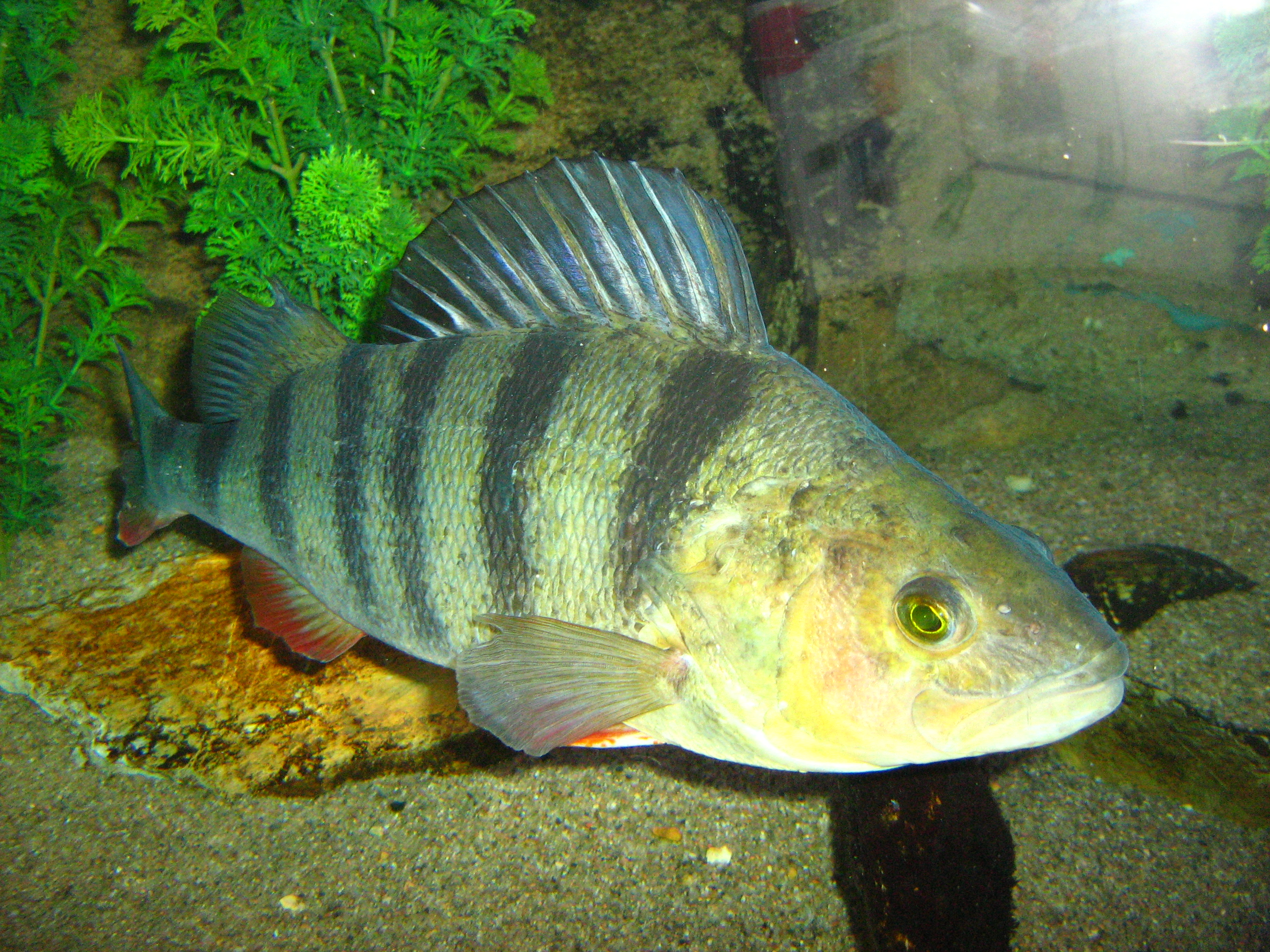
فرخ أوروبي

الفرخ الأوروبي (Perca fluviatilis) نوع مفترس جداً من سمك الفرخ وُجد في أوروبا وآسيا. يحظى بشعبية كبيرة، وقد أدخلت على نطاق واسع خارج منطقتها الأصلية في أستراليا ونيوزيلندا وجنوب أفريقيا. فتسبب هذا بإلحاق أضرار جسيمة بالأسماك المحلية في أستراليا. أكثر أنواع الأسماك شيوعاً في فنلندا من وسمك فنلندا الوطني. ومن سرب من الأسماك، والتي تتحرك والبحث عن الطعام في قطعان أثناء النهار أما ليلاً تذهب إلى القاع وحيدة إلى مخبأ للراحة.